# BP-43
Der BP-43 (russisch БП-43) war ein leichter sowjetischer Panzerzug im Zweiten Weltkrieg.

## Allgemein
Die Entwicklung begann im Frühjahr 1942. Es war eine leichte und vereinfachte Konstruktion, um schnell mehr Panzerzüge in Dienst stellen zu können. 1942 wurden zwei fertig gestellt, achtzehn 1943 und einer 1944. Sie wurden in Bataillonen zu jeweils zwei Stück eingesetzt.

## Aufbau
Ein Panzerzug bestand aus vier Artilleriewagen PL-43, die jeweils einen Turm des Panzers T-34 mit der Kanone F-34 und einem achsparallelen Maschinengewehr DT trugen sowie zwei Wagen PWO-4 mit jeweils zwei 37-mm-Flak. Die Artilleriewagen trugen an jeder Seite ein Maschinengewehr DT in einer Kugelblende, insgesamt zwölf. Über gepanzerte Verbindungen konnte man von einem Wagen in den anderen gelangen.
Gezogen wurde er von der Lokomotive PR-43 der OW-Serie. Auf deren Tender befand sich ein Kommandoturm und ein DSchK-Fla-MG. Vorn und hinten liefen vier Sicherheitswaggons zur Minenabwehr, die Schienen, Schwellen, Verbindungsstücke, Bolzen usw. zur Gleisreparatur trugen.
Innen erfolgte die Kommunikation über ein Sprachrohr aus Gummi und Metall sowie Licht- und Tonsignalanlagen, nach außen über ein Funkgerät im Kommandoturm. Beobachtet wurde über Sehschlitze und die Sichtgeräte der T-34-Türme.
Der Kampfsatz für die F-34-Geschütze betrug 280 Granaten, für die 37-mm-Flak 600 Granatpatronen, für das Fla-MG bis zu 10.000 Patronen und die MG 5000 Patronen.